# La legge del mercato
La legge del mercato (La Loi du marché) è un film del 2015 diretto da Stéphane Brizé.
Dramma cinéma vérité sul tema del precariato, è interpretato esclusivamente da attori non professionisti con lavori simili ai loro personaggi nel film, ad eccezione del protagonista Vincent Lindon: a detta del regista, inoltre, alcuni dei casi raccontati sono ispirati a veri fatti di cronaca.
Presentato in concorso al 68º Festival di Cannes, vi ha vinto il Prix d'interprétation masculine, andato a Lindon, che ha vinto anche il suo primo César per il migliore attore per la sua interpretazione. È il primo film di una trilogia di Brizé sul mondo del lavoro che comprende anche In guerra (2018) e Un altro mondo (2021).

## Trama
Thierry ha 51 anni e non ha più un lavoro. Stanco di lottare contro la fabbrica per cui lavorava, che ha delocalizzato, si impegna con tutto se stesso in corsi di formazione e colloqui di lavoro, tra umiliazioni e false speranze. Dalla sua ha una moglie che ama e un figlio altrettanto caparbio nel voler continuare gli studi malgrado la disabilità. Quando finalmente l'impiego arriva, Thierry si trova di fronte a un dilemma morale, essendo ora in una posizione di potere nei confronti dei colleghi: in qualità di guardia giurata di un grande supermercato, deve sorvegliare e comunicare al direttore se qualcuno ruba o commette altre infrazioni passibili di licenziamento.

## Produzione
Le riprese sono durate 16 giorni e si sono tenute all'ipermercato Val d'Yerres II della catena Cora a Boussy-Saint-Antoine per le scene ambientate nel luogo di lavoro di Thierry.

## Distribuzione
Il film è stato presentato in anteprima il 18 maggio 2015 in concorso alla 68ª edizione del Festival di Cannes, per poi venire distribuito nelle sale cinematografiche francesi dal giorno seguente.
È stato distribuito nelle sale cinematografiche italiane da Academy Two a partire dal 29 ottobre dello stesso anno.

## Accoglienza

### Incassi
Costato 1,2 milioni di euro, La legge del mercato ha esordito in Francia in 181 sale, registrando oltre 218 200 presenze nel corso della sua prima settimana, a cui se ne aggiungono 225 000 la seconda, facendogli superare il mezzo milione di spettatori in 15 giorni. Il film ha finito per superare il milione di spettatori in patria al termine della sua programmazione, dimostrandosi un notevole successo commerciale con una profittabilità dell'oltre 360%.
In tutto, secondo il sito Box Office Mojo, il film ha incassato a livello globale 6,5 milioni di dollari, di cui 5,7 in Francia. Il secondo mercato più redditizio è stato quello italiano, dov'era stato distribuito in 40 sale, con un incasso equivalente a 206.000 dollari.

### Critica
Per quanto perlopiù concorde nel promuovere il film per i suoi meriti artistici, con particolare attenzione all'interpretazione di Vincent Lindon, critica e giornali sono stati meno unanimi nel giudicare quelli invece ideologici. Les Inrocks ha scritto che «non capita spesso che un film occupi il cuore del dibattito nazionale».
Laurence Parisot, ereditiera del gruppo Parisot e presidentessa del MEDEF (la Confindustria francese), l'ha descritto come un film «caricaturale», in cui «l'impresa viene sistematicamente descritta come tirannica e prevaricatrice [...] datori di lavoro e banchieri sono inevitabilmente perversi [e] ovviamente l'azionista è un bastardo», invitando Lindon e Brizé a destinare gli incassi del film ai lavoratori. Similmente, Didier Péron scrive su Libération che «Lindon è bravissimo in questo senso a far dimenticare per un'ora e mezza che non vive in una casa mobile», lamentandone lo «schierarsi [da parte del regista] dietro a finzioni che nessuno oserebbe attaccare perché ovviamente dalla parte dei più deboli, degli indigenti, ecc».
Serge Kaganski di Les Inrocks ha respinto le accuse di sadismo e/o patetismo lanciate al regista, scrivendo: «mostrare una verità spiacevole non significa parteggiare per chi ha coltello dalla parte del manico», difendendo la scelta rendere disabile il figlio di Thierry («perché no? I bambini con disabilità esistono [...] tanto più che Brizé non vi spinge troppo: solo due scene, abbastanza sobrie, con un'unica inquadratura [...] in linea col resto») e la rappresentazione del tema trattato, scrivendo che: «Brizé tiene fede al suo punto: mostrare come il liberismo non sia solo un'astrazione ma una visione del mondo e del lavoro che contamina il quotidiano, e come mantenere un minimo di dignità in questo ambiente».

## Riconoscimenti
- 2015 - Festival di Cannes
  - Prix d'interprétation masculine a Vincent Lindon
  - Menzione speciale al Premio della giuria ecumenica
  - In concorso per la Palma d'oro
- 2015 - European Film Awards
  - Candidatura per il miglior attore a Vincent Lindon
- 2016 - Premi César
  - Miglior attore a Vincent Lindon
  - Candidatura per il miglior film
  - Candidatura per il miglior regia a Stéphane Brizé
- 2016 - Premi Lumière
  - Miglior attore a Vincent Lindon